# Eladio Jiménez
Eladio Jimenez Sánchez (Cidade Rodrigo, 10 de Março de 1976) é um ciclista profissional espanhol. Trepador por excelência e profissional desde 1998, Jimenez teve como maior êxito a vitória na Bicicleta Basca 2005.
Esta época correu pela equipa espanhola Comunidad Valenciana. Em Agosto de 2006, foi anunciada a contratação por parte do Benfica de Jimenez com objectivo de este ajudar o chefe-de-fila, o português José Azevedo, a conseguir os seus objectivos.

## Equipas
- 1999-2003 :  Banesto / IBanesto.com
- 2004-2006 :  Comunidad Valenciana
- 2007-2007 :  Benfica
- 2008-2009 :  Centro de Ciclismo de Loulé-Louletano-Aquashow

## Palmarés
- 1º Bicicleta Basca 2005
- 2º Vuelta Ciclista Asturias 2006
- 2º Clássica Internacional de Alcobendas 2004
- 5º Vuelta à Catalunha 2004
- 8º Volta a Portugal 2000
- 19º Vuelta a España 2004
- 142º Campeonato do Mundo de estrada 2004